# 庞巴迪Innovia Metro
庞巴迪Innovia Metro，原名ART（Advanced Rapid Transit），是庞巴迪运输生产的一种地铁列车。属于直线电机车型。

## 使用

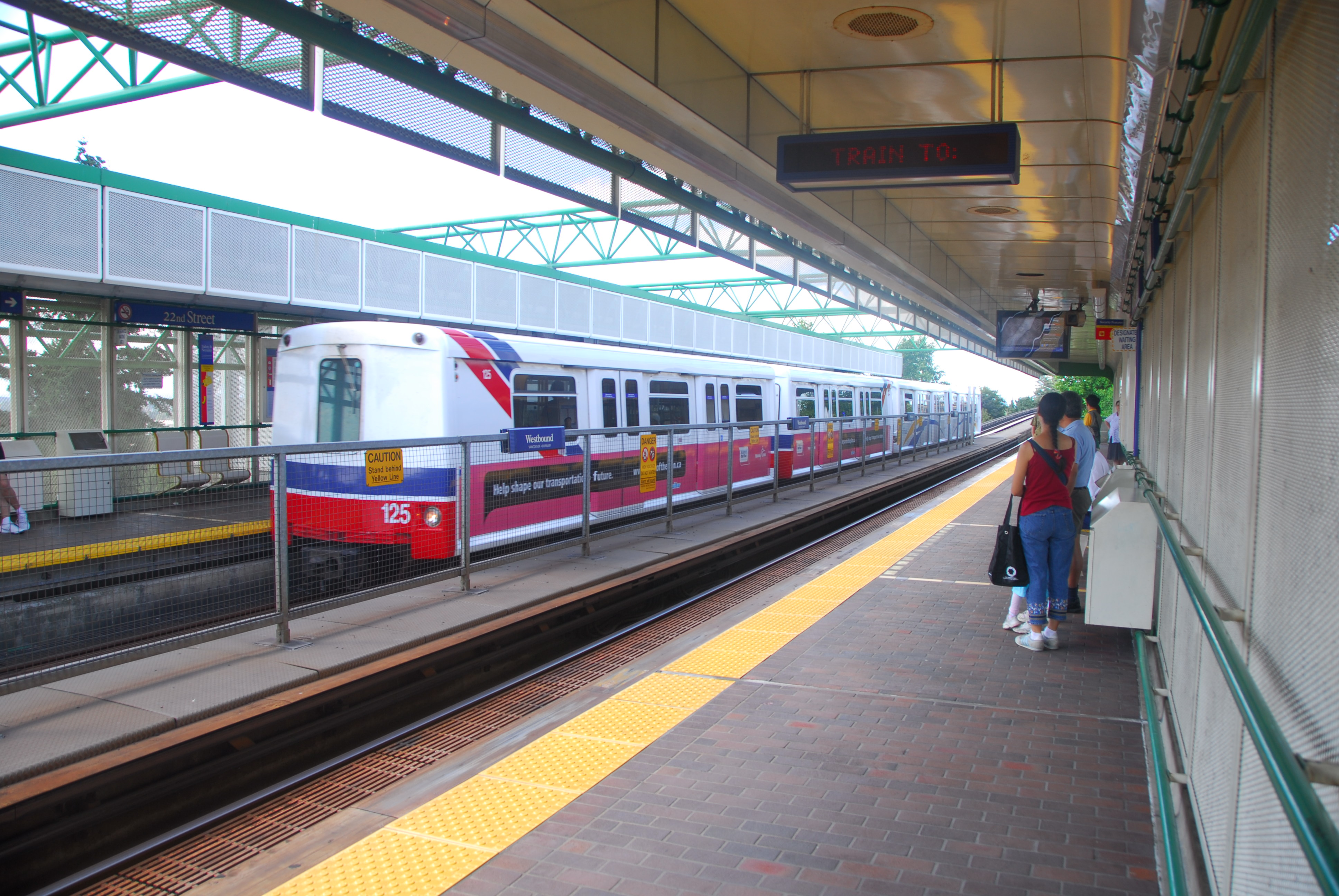
加拿大温哥华架空列车INNOVIA ART 100列车

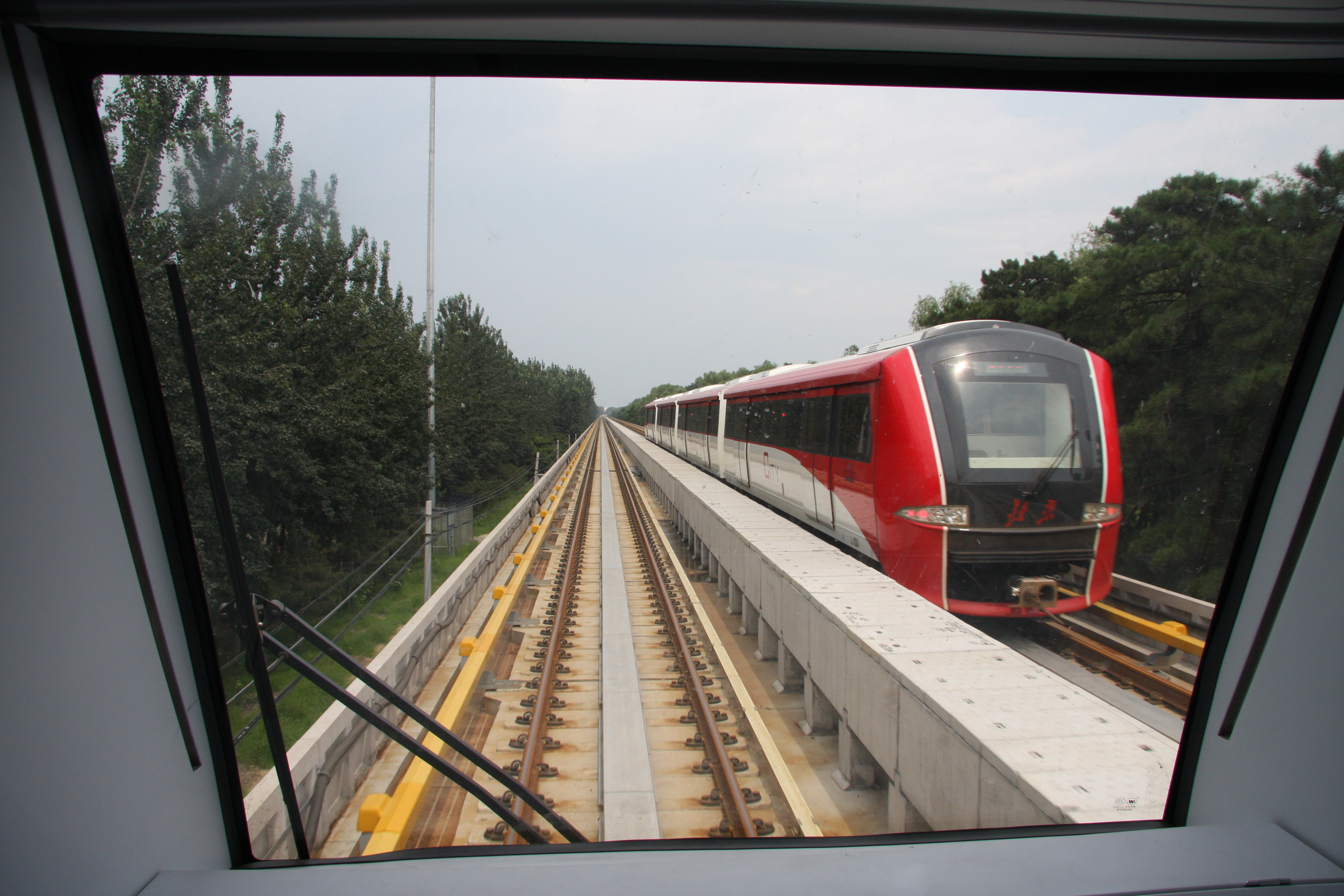
中国北京地铁首都机场线INNOVIA ART 200（QKZ5）列车

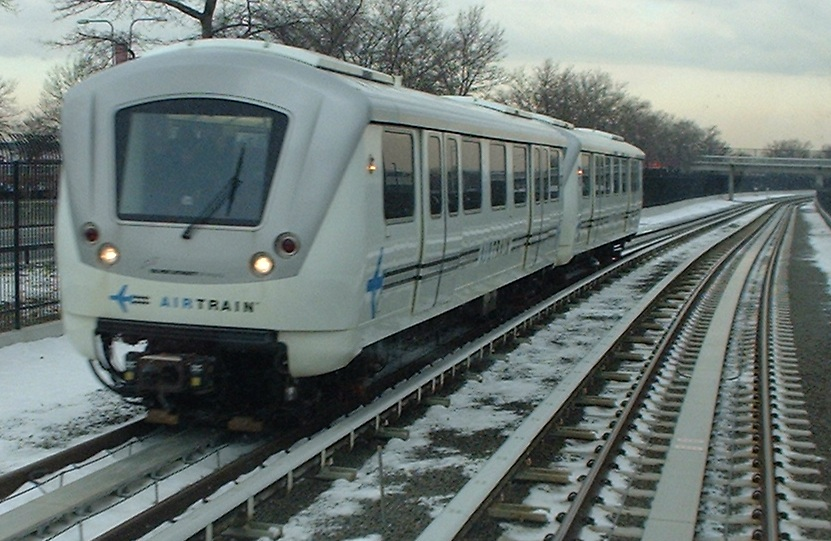
美国纽约肯尼迪国际机场快线INNOVIA ART 200列車

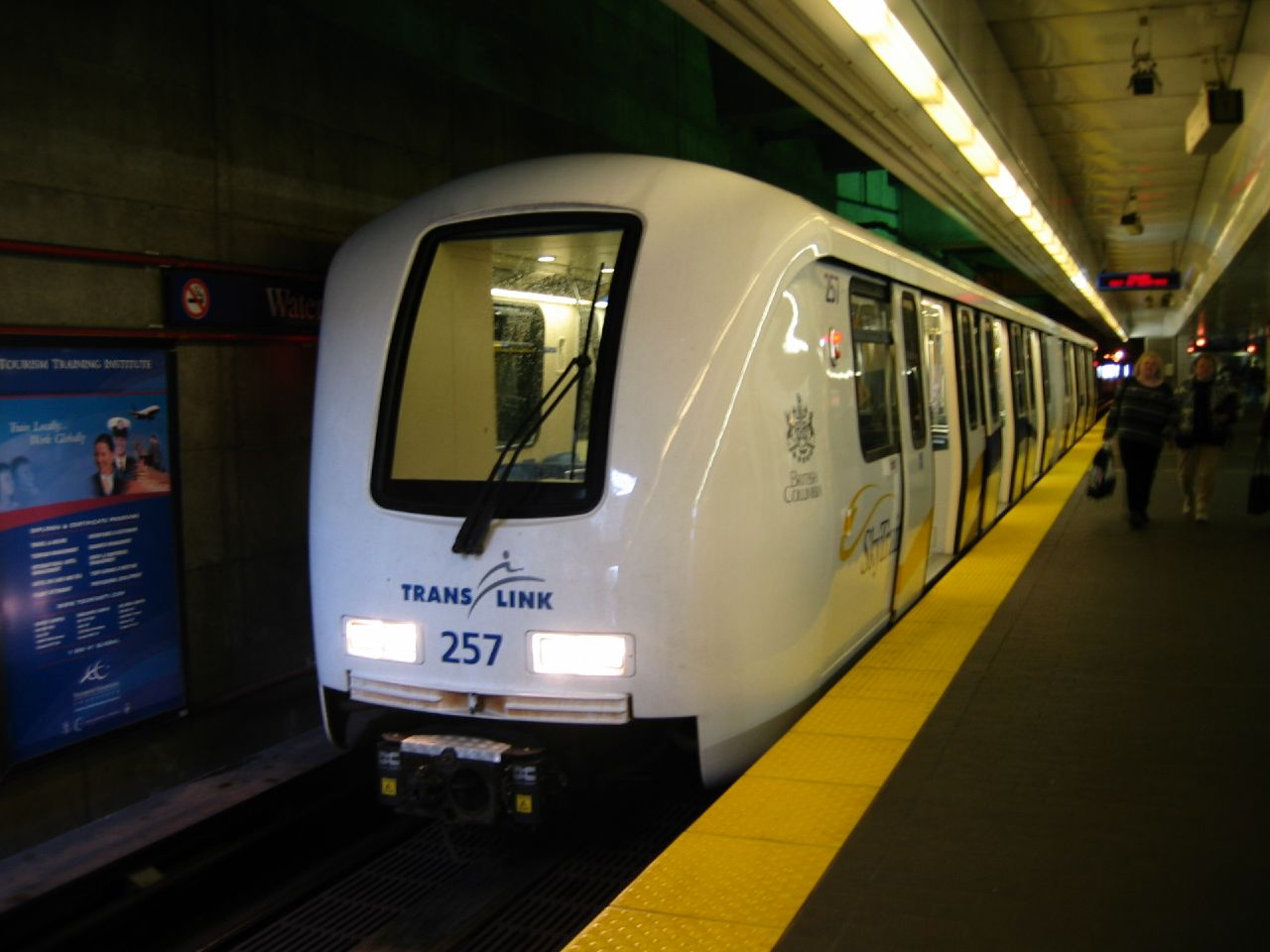
加拿大温哥华架空列车INNOVIA ART 200列车

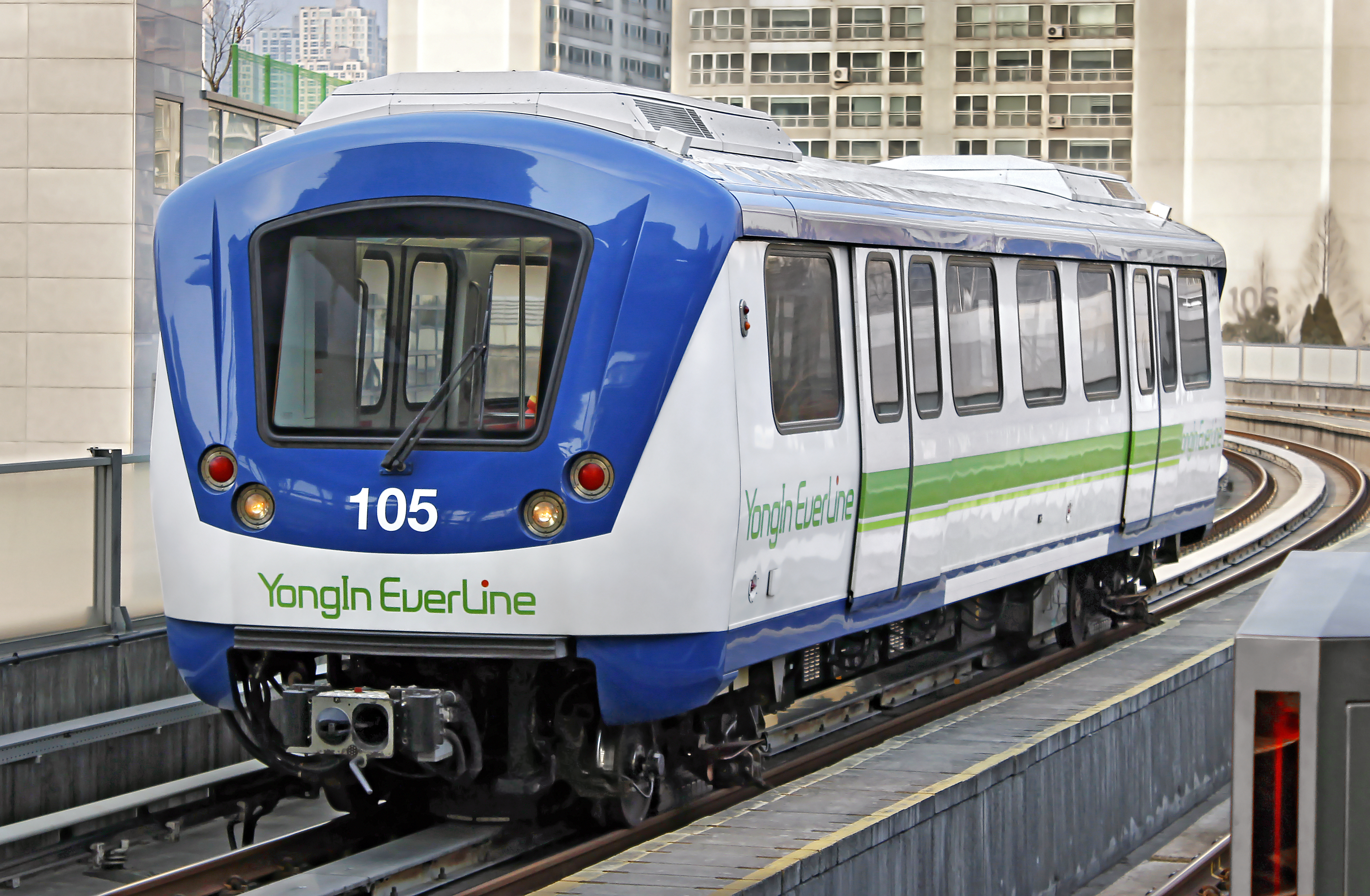
韩国龙仁轻电铁INNOVIA ART 200列车

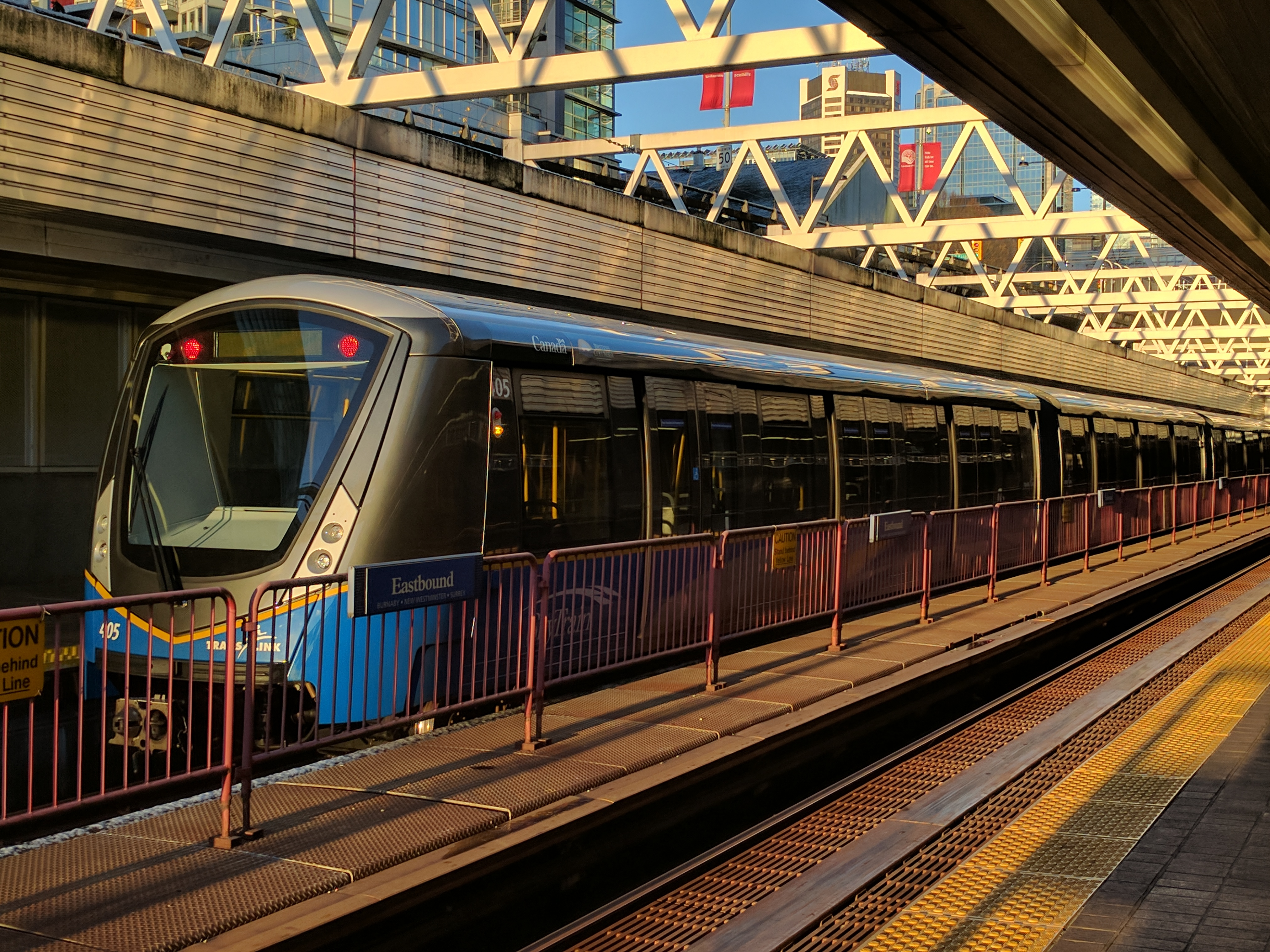
加拿大温哥华架空列车INNOVIA ART 300列车

- 中国北京地铁首都机场线：40节INNOVIA ART 200（QKZ5）
- 美国肯尼迪国际机场快线：32节INNOVIA ART 200
- 美国底特律旅客捷运系统：12节INNOVIA ART 100
- 龙仁轻电铁：32节INNOVIA ART 200
- 马来西亚格拉那再也线：210节INNOVIA ART 200、56节INNOVIA Metro 300（108节订购中）
- 利雅德地铁3号线：94节INNOVIA Metro 300订购中
- 加拿大士嘉堡輕鐵：28节INNOVIA ART 100
- 加拿大溫哥華架空列車博覽線和千禧线：150节INNOVIA ART 100、108节INNOVIA ART 200、28节INNOVIA Metro 300（56节订购中）
- West Coast Railway Association：1节INNOVIA ART 200